# My Girl 2
Série
My Girl
(1991)
Pour plus de détails, voir Fiche technique et Distribution.
My Girl 2, également appelé Copain, copine 2 ou L'été de mes onze ans... la suite au Québec (My Girl 2) est un film américain réalisé par Howard Zieff et sorti en 1994.
Il est la suite de My Girl (au Québec L'Été de mes onze ans) (1991). Il s'agit du dernier long métrage du réalisateur.

## Synopsis
Printemps 1974 à Madison en Pennsylvanie. Vada Sultenfuss est une jeune fille de 13 ans qui a perdu sa mère à la naissance. Cela fait deux ans que Vada a perdu son meilleur ami Thomas.
La grand-mère de Vada vient de mourir, son père s'est remarié avec Shelly et ils attendent un enfant. Harry demande à Vada si elle accepterait de céder sa chambre à son petit frère et d'aller s'installer dans l'ancienne chambre de sa grand-mère, qui est plus grande. Vada vit mal tous ces changements et ça l'amène à penser à sa mère de plus en plus souvent. Justement, à l'école, le professeur de Vada demande à tous les élèves de faire chacun un exposé sur une personne qu'ils admirent mais qu'ils n'ont pas connue. Cette personne doit avoir fait quelque chose de notable au cours de sa vie. Vada pense tout de suite à sa mère disparue, mais celle-ci a-t-elle réalisé quelque chose d'important au cours de sa vie ? Vada décide de partir chez son oncle Phil à Los Angeles où sa mère a vécu quelque temps. Là bas, elle espère trouver des réponses. Ce qu'elle va découvrir ne va pas la réjouir.

## Fiche technique
Sauf indication contraire, les informations mentionnées dans cette section peuvent être confirmées par la base de données cinématographiques IMDb,  présente dans la section « Liens externes ».
- Titre français : My Girl 2 ou Copain, copine 2
- Titre québécois : L'été de mes onze ans... la suite
- Titre original : My Girl 2
- Réalisation : Howard Zieff
- Scénario : Janet Kovalcik, avec la participation non créditée de Carrie Fisher[1], d'après les personnages créés par Laurice Elehwany
- Musique : Cliff Eidelman
- Photographie : Paul Elliott (en)
- Montage : Wendy Green Bricmont
- Casting : Alan Berger
- Concepteurs des décors : Charles Rosen
- Directeur artistique : Diane Yates
- Décors : Mary Olivia McIntosh
- Costumes : Shelley Komarov
- Producteur : Brian Grazer
  - Producteur associé : Devorah Moos-Hankin
  - Producteurs délégués : Joseph M. Caracciolo, David T. Friendly (en) et Howard Zieff
- Société de production : Imagine Entertainment
- Sociétés de distribution : Columbia Pictures (États-Unis), UGC Distribution (France)
- Pays de production :  États-Unis
- Langue originale : anglais
- Formats : Couleur (Technicolor) - 1,85:1 - 35 mm / son Dolby steréo - SDDS
- Genre : comédie dramatique
- Durée : 98 minutes
- Dates de sortie : 
  - États-Unis : 11 février 1994
  - France : 26 juillet 1995

## Distribution
Légende : Version française = VF[réf. nécessaire] et Version québécoise = VQ
- Dan Aykroyd (VF : Richard Darbois ; VQ : Mario Desmarais) : Harry Sultenfuss
- Jamie Lee Curtis (VF : Micky Sébastian ; VQ : Claudie Verdant) : Shelly DeVoto Sultenfuss
- Anna Chlumsky (VQ : Kim Jalabert) : Vada Sultenfuss
- Austin O'Brien (VQ : Martin Pensa (en)) : Nick
- Richard Masur (VF : Mario Santini ; VQ : Éric Gaudry) : Phil Sultenfuss
- Christine Ebersole (VQ : Élise Bertrand) : Rose Zsigmond
- J. D. Souther (en) (VQ : Bernard Fortin) : Jeffrey Pommeroy
- Angeline Ball (en) (VQ : Aline Pinsonneault) : Maggie Muldovan
- Aubrey Morris (VF : Jean Topart ; VQ : Yves Massicotte) : Alfred Beidermeyer
- Gerrit Graham (VF : Patrick Guillemin ; VQ : Thomas Donohue) : Dr Sam Helburn
- Anthony R. Jones (VQ : Gilbert Lachance) : Arthur
- Ben Stein (VF : Jean-Pierre Leroux ; VQ : René Gagnon) : Stanley Rosenfeld
- Keone Young (VF : Alain Flick ; VQ : Normand Lévesque) : Daryl Tanaka
- Richard Beymer (VF : Edgar Givry ; VQ : Benoit Rousseau) : Peter Webb
- Jodie Markell (en) (VQ : Marie-Andrée Corneille) : Hillary Mitchell
- David Purdham (en) (VQ : Jean-Marie Moncelet) : M. Owett
- George D. Wallace : le vieil homme

## Production
Carrie Fisher officie comme script doctor sur le film. La production voulait que Macaulay Culkin revienne pour une scène flash-back mais le jeune acteur n'était pas disponible.
Contrairement au premier film, le tournage n'a pas lieu en Floride mais en Californie : à Los Angeles, Claremont, Topanga et dans les Universal Studios.

## Accueil
Le film reçoit des critiques négatives. Sur l'agrégateur américain Rotten Tomatoes, il récolte 27% d'opinions favorables pour 15 critiques et une note moyenne de 4,9⁄10.
Le film récolte plus de 17 millions de dollars sur le sol américain et 28 millions dans le monde,.

## Projet de suite
Un troisième film, un temps intitulé Still My Girl, sera évoqué pendant plusieurs années par Columbia Pictures. Dans une interview en 2003, Dan Aykroyd explique que le studio voudrait qu'Anna Chlumsky reprenne son rôle de Vada. En 2009, Anna Chlumsky et Dan Aykroyd semblent toujours attachés au projet, mais au fil du temps, il devenait de moins en moins probable qu'il entre un jour en production. En avril 2012, l'actrice met fin à toute rumeur selon laquelle le film était en cours de développement.